# Landgericht Montafon
Das Landgericht Montafon war ein von 1805 bis 1814 bestehendes bayerisches Landgericht älterer Ordnung. Die Landgerichte waren im Königreich Bayern Gerichts- und Verwaltungsbehörden, die 1862 in administrativer Hinsicht von den Bezirksämtern und 1879 in juristischer Hinsicht von den Amtsgerichten abgelöst wurden.
Da im Jahr 1805 das Montafon-Gebiet zum Königreich Bayern kam, wurde durch eine Verwaltungsneugliederung Bayerns das Landgericht Montafon errichtet. Dieses kam zum neu gegründeten Illerkreis mit der Hauptstadt Kempten.